# Bohémond de Tarsia
Pour les articles homonymes, voir Bohémond.
Bohémond de Tarsia est un baron italo-normand du royaume de Sicile.

## Biographie
Probablement d'origine normande, le comte Bohémond (comes Boamundus) naît autour de 1100 dans une famille du Val de Crati en Calabre. D'abord comte de Tarsia, près de Cosenza, il devient comte de Manoppello en 1140, nommé par le roi Roger II de Sicile qui venait de chasser le précédent comte.
Commandant militaire du royaume sicilo-normand, il est nommé justicier royal en 1148.
En 1156, au début du règne du roi Guillaume Ier, il participe à une révolte baronniale : arrêté, il est brièvement emprisonné à Palerme, capitale du royaume, avant d'être libéré peu après, en 1157. Il meurt la même année.
Son successeur est un certain Bohémond.
Son frère Carbonellus (probablement un surnom), fut justicier royal du Val de Crati de 1152 à 1157.

## Sources
- Hugues Falcand, Histoire des Tyrans de Sicile (1154-1169).